# Bourneau
Bourneau est une commune française située dans le département de la Vendée, en région Pays de la Loire.

## Géographie
Le territoire municipal de Bourneau s'étend sur 1 634 hectares. L'altitude moyenne de la commune est de 95 mètres, avec des niveaux fluctuant entre 38 et 122 mètres,.
Le village se situe à l'orée de la forêt de Mervent-Vouvant. Il est réputé pour son dénivellement accentué et ses parcours de VTT.
| Saint-Cyr-des-Gats       | Cezais   | Vouvant |
| Marsais-Sainte-Radegonde | Bourneau |         |
| Sérigné                  | Pissotte | Mervent |

### Climat
Pour des articles plus généraux, voir Climat des Pays de la Loire et Climat de la Vendée.
En 2010, le climat de la commune est de type climat océanique altéré, selon une étude du CNRS s'appuyant sur une série de données couvrant la période 1971-2000. En 2020, Météo-France publie une typologie des climats de la France métropolitaine dans laquelle la commune est exposée à un climat océanique et est dans une zone de transition entre les régions climatiques « Bretagne orientale et méridionale, Pays nantais, Vendée » et « Poitou-Charentes ». 
Pour la période 1971-2000, la température annuelle moyenne est de 11,8 °C, avec une amplitude thermique annuelle de 14,4 °C. Le cumul annuel moyen de précipitations est de 921 mm, avec 12,5 jours de précipitations en janvier et 7,1 jours en juillet. Pour la période 1991-2020, la température moyenne annuelle observée sur la station météorologique de Météo-France la plus proche, sur la commune de Scillé à 21 km à vol d'oiseau, est de 12,1 °C et le cumul annuel moyen de précipitations est de 954,6 mm,. Pour l'avenir, les paramètres climatiques de la commune estimés pour 2050 selon différents scénarios d'émission de gaz à effet de serre sont consultables sur un site dédié publié par Météo-France en novembre 2022.

## Urbanisme

### Typologie
Au 1er janvier 2024, Bourneau est catégorisée commune rurale à habitat dispersé, selon la nouvelle grille communale de densité à sept niveaux définie par l'Insee en 2022.
Elle est située hors unité urbaine. Par ailleurs la commune fait partie de l'aire d'attraction de Fontenay-le-Comte, dont elle est une commune de la couronne,. Cette aire, qui regroupe 30 communes, est catégorisée dans les aires de moins de 50 000 habitants,.

### Occupation des sols
L'occupation des sols de la commune, telle qu'elle ressort de la base de données européenne d’occupation biophysique des sols Corine Land Cover (CLC), est marquée par l'importance des territoires agricoles (57,7 % en 2018), en diminution par rapport à 1990 (61,1 %). La répartition détaillée en 2018 est la suivante : 
forêts (36,9 %), zones agricoles hétérogènes (24,3 %), prairies (18,8 %), terres arables (12,8 %), zones urbanisées (4,6 %), cultures permanentes (1,7 %), eaux continentales (0,8 %). L'évolution de l’occupation des sols de la commune et de ses infrastructures peut être observée sur les différentes représentations cartographiques du territoire : la carte de Cassini (XVIIIe siècle), la carte d'état-major (1820-1866) et les cartes ou photos aériennes de l'IGN pour la période actuelle (1950 à aujourd'hui).

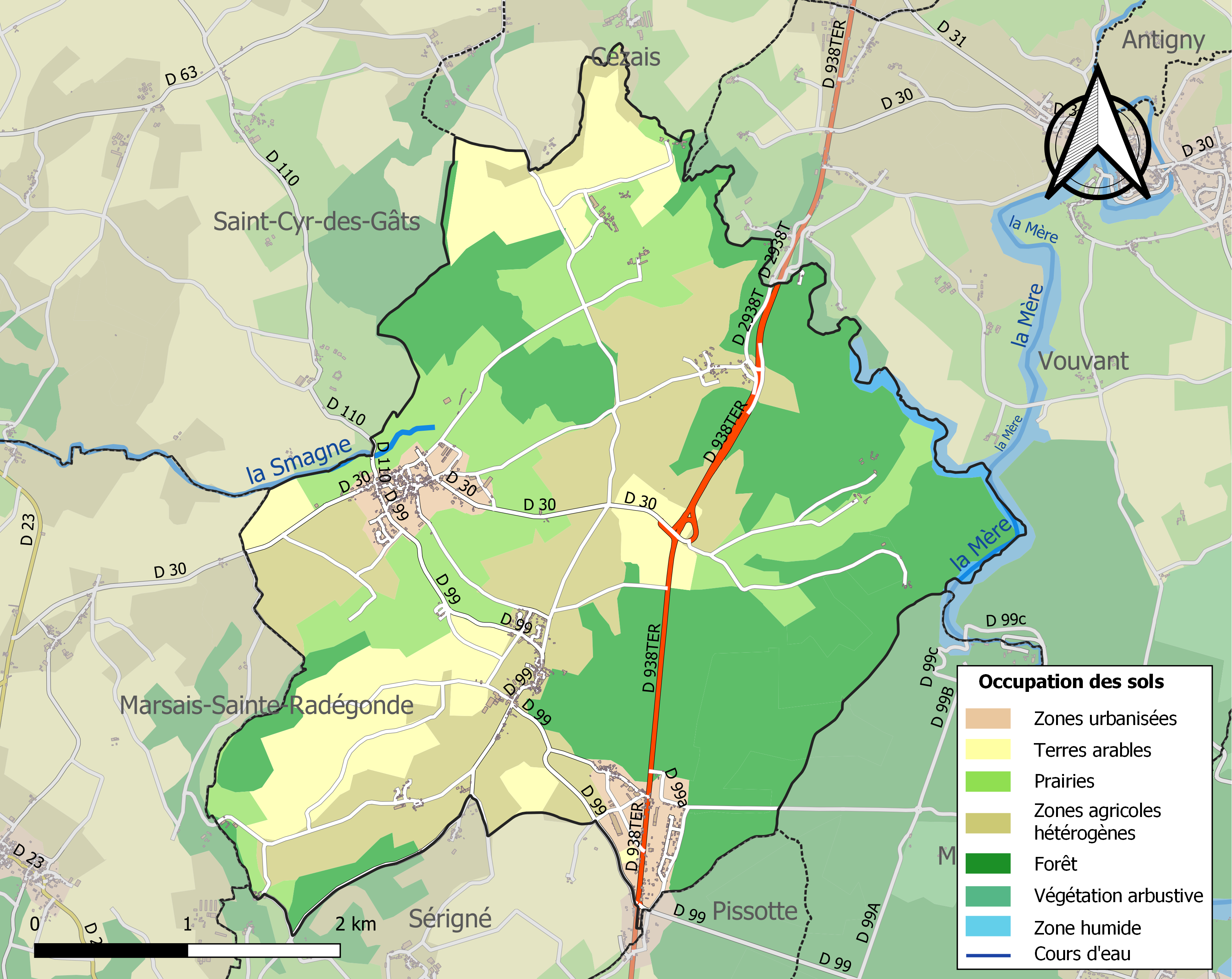
Carte des infrastructures et de l'occupation des sols de la commune en 2018 (CLC).

## Toponymie
En poitevin, la commune est appelée Bournea.

## Histoire
Le château de Bourneau est beaucoup plus récent qu'il n'en a l'air. Il a été abandonné pendant la Révolution française, en 1863, il fut totalement reconstruit dans un nouveau style sur les plans de l'architecte de la commune, Arsène Charrier.

## Politique et administration

### Liste des maires
| Période                                  | Période   | Identité                   | Étiquette                                    | Qualité |
| ---------------------------------------- | --------- | -------------------------- | -------------------------------------------- | --- |
|                                          |           | Edmond Daniel Henri Möller |                                              | |
|                                          |           | Raymond de Fontaines       | Action libérale puis Indépendant républicain | capitaine du 24e régiment de dragons député de la Vendée (1902-1910 et 1914-1923) sénateur de Vendée (1923-1944) chevalier de la Légion d'honneur |
| 1983                                     | mars 2008 | André Roturier             | Divers droite                                | commerçant bois |
| mars 2008                                | ?         | Roger Guignard             |                                              | agriculteur |
| 18 mai 2020                              | En cours  | Gérard Guignard            |                                              | agriculteur à la retraite |
| Les données manquantes sont à compléter. |           |                            |                                              | |

## Population et société

### Démographie

#### Évolution démographique
L'évolution du nombre d'habitants est connue à travers les recensements de la population effectués dans la commune depuis 1793. Pour les communes de moins de 10 000 habitants, une enquête de recensement portant sur toute la population est réalisée tous les cinq ans, les populations de référence des années intermédiaires étant quant à elles estimées par interpolation ou extrapolation. Pour la commune, le premier recensement exhaustif entrant dans le cadre du nouveau dispositif a été réalisé en 2008.

En 2022, la commune comptait 717 habitants, en évolution de −3,11 % par rapport à 2016 (Vendée : +5,33 %, France hors Mayotte : +2,11 %).
| 1793 | 1800 | 1806 | 1821 | 1831 | 1836 | 1841  | 1846  | 1851  |
| ---- | ---- | ---- | ---- | ---- | ---- | ----- | ----- | ----- |
| 678  | 723  | 728  | 831  | 898  | 991  | 1 031 | 1 114 | 1 072 |

| 1856  | 1861  | 1866  | 1872 | 1876 | 1881 | 1886  | 1891  | 1896 |
| ----- | ----- | ----- | ---- | ---- | ---- | ----- | ----- | ---- |
| 1 012 | 1 039 | 1 032 | 970  | 962  | 985  | 1 095 | 1 001 | 902  |

| 1901 | 1906 | 1911 | 1921 | 1926 | 1931 | 1936 | 1946 | 1954 |
| ---- | ---- | ---- | ---- | ---- | ---- | ---- | ---- | ---- |
| 844  | 846  | 829  | 769  | 779  | 713  | 677  | 667  | 716  |

| 1962 | 1968 | 1975 | 1982 | 1990 | 1999 | 2006 | 2008 | 2013 |
| ---- | ---- | ---- | ---- | ---- | ---- | ---- | ---- | ---- |
| 694  | 717  | 620  | 736  | 722  | 623  | 743  | 777  | 750  |

| 2018 | 2022 | - | - | - | - | - | - | - |
| ---- | ---- | - | - | - | - | - | - | - |
| 728  | 717  | - | - | - | - | - | - | - |

#### Pyramide des âges
En 2018, le taux de personnes d'un âge inférieur à 30 ans s'élève à 35,6 %, soit au-dessus de la moyenne départementale (31,6 %). À l'inverse, le taux de personnes d'âge supérieur à 60 ans est de 22,6 % la même année, alors qu'il est de 31,0 % au niveau départemental.
En 2018, la commune comptait 363 hommes pour 365 femmes, soit un taux de 50,14 % de femmes, légèrement inférieur au taux départemental (51,16 %).
Les pyramides des âges de la commune et du département s'établissent comme suit.
| Hommes | Classe d’âge | Femmes |
| ------ | ------------ | ------ |
| 0,3    | 90 ou +      | 0,5    |
| 4,1    | 75-89 ans    | 6,6    |
| 16,5   | 60-74 ans    | 17,0   |
| 24,2   | 45-59 ans    | 23,0   |
| 19,8   | 30-44 ans    | 16,7   |
| 13,8   | 15-29 ans    | 16,2   |
| 21,2   | 0-14 ans     | 20,0   |

| Hommes | Classe d’âge | Femmes |
| ------ | ------------ | ------ |
| 0,8    | 90 ou +      | 2,2    |
| 8,7    | 75-89 ans    | 11,1   |
| 20,3   | 60-74 ans    | 21,3   |
| 20     | 45-59 ans    | 19,4   |
| 17,5   | 30-44 ans    | 16,8   |
| 15     | 15-29 ans    | 13,2   |
| 17,7   | 0-14 ans     | 16,1   |

## Lieux et monuments
L'église Saint-Jean-Baptiste, de style gothique flamboyant renfermant un magnifique enfeu et des sculptures de la Renaissance, est classée au titre des monuments historiques en 1930.
On trouve aussi le château de Bourneau, château du XIXe siècle qui est la réplique du château d'Azay-le-Rideau. Il est depuis 2018 la propriété d'un couple trentenaire, Jean-Baptiste et Erin Gois.

## Personnalités liées à la commune
- Raymond de Fontaines.